# Неокази (община Пробищип)
 Тази статия е за селото в Северна Македония.  За селото в Гърция, вижте Неокази (дем Лерин).  
Неокази (на македонска литературна норма: Неокази) е село в източната част на Северна Македония, община Пробищип.

## География
Селото е разположено южно от общинския център Пробищип. Землището на Неокази е 5,8 km2, от които земеделската площ е 546 хектара – 306 хектара обработваема земя, 234 хектара пасища и 6 хектара гори.

## История
В XIX век Неокази е чисто българско село в Кратовска кааза на Османската империя. Според статистиката на Васил Кънчов („Македония. Етнография и статистика“) от 1900 година селото (Неокъзи) има 70 жители, всички българи християни.
В началото на XX век населението на Неокази е под върховенството на Българската екзархия. По данни на секретаря на екзархията Димитър Мишев („La Macédoine et sa Population Chrétienne“) в 1905 година в Неокази (Neokazi) има 80 българи екзархисти.
По време на Балканската война двама души от Неокази се включват като доброволци в Македоно-одринското опълчение.
Според преброяването от 2002 година селото има 95 жители (49 мъже и 46 жени), в 36 домакинства и 60 къщи.

## Личности
Родени в Неокази
- Иван Кральов, македоно-одрински опълченец, щаб на 15 щипска дружина[4]
- Пано Кральов (Кралов, 1874 – ?), деец на ВМОРО, македоно-одрински опълченец, четата на Славчо Абазов, 1 рота на 13 кукушка дружина, 15 щипска дружина[4][5]
- Пано (? – 1923), деец на ВМРО, загинал в сражение със сръбски части на 19 април 1923 година[6]
- Саздо Гочев (1897 – 1923), деец на ВМРО, загинал в сражение със сръбски части на 19 април 1923 година[7] или на 1 април 1925[8]